# Does not Commute
Does not Commute(日本語名:トラフィック・ジャム)は、スウェーデンのMediocre ABが開発したゲームである。

## ゲーム内容
自動車を目的地まで運転する。目的地まで運転すると、また同じようにする。しかし、前に自分が運転したのと同じコピーが通る。というのが続く。約15台ほど運転すると次のステージに行く。障害物または車両に衝突するとスピードが遅くなる。また、制限時間があり、最初のステージから開始すると60秒で始まる。マップ上にある「10」や「20」を取ると、時間が増える。
アイテムが存在し、スピードが速くなる物、曲がりやすくなる物、衝突してもスピードが遅くならない物、時間制限なく練習できる物の4つが存在する。いずれも、プレイを続けているとゲットできる。
ストーリーがあり、運転する前に画面下にその車に乗っているという設定の人物の顔写真と、その人物がどこへ行くかなどが書かれた文字が表示される。